# Polskie Sprawy
Polskie Sprawy (PS) – stowarzyszenie oraz koło poselskie o charakterze centroprawicowym i konserwatywno-liberalnym działające od 2021 w Sejmie IX kadencji (koło poselskie do końca kadencji w 2023). Formacja powstała jako opozycyjna wobec rządu Mateusza Morawieckiego. Współpracowała z Koalicją Polską i Porozumieniem, a także z partią Dariusza Grabowskiego Polska Nas Potrzebuje. Po ponad roku funkcjonowania w opozycji, koło weszło w czerwcu 2022 w skład koalicji rządzącej skupionej wokół Prawa i Sprawiedliwości.

## Historia
Koło poselskie zostało założone 29 kwietnia 2021 przez dwoje posłów związanych wcześniej z ruchem Kukiz’15 (wybranych z list PSL w ramach Koalicji Polskiej): Agnieszkę Ścigaj i Pawła Szramkę oraz wybranego z listy PiS członka partii Porozumienie, Andrzeja Sośnierza. Przewodniczącą koła została Agnieszka Ścigaj. 8 lipca do koła dołączyli posłowie Zbigniew Girzyński i Małgorzata Janowska, po rozpadzie koła Wybór Polska, które niespełna dwa tygodnie wcześniej współtworzyli, opuszczając Prawo i Sprawiedliwość. 14 lipca tego samego roku Małgorzata Janowska powróciła do klubu parlamentarnego PiS (przystępując do Partii Republikańskiej).
10 sierpnia 2021 powołano związane z kołem stowarzyszenie Polskie Sprawy, którego prezesem został Mateusz Niemiec. Zostało ono zarejestrowane 18 listopada tego samego roku.
22 czerwca 2022 Polskie Sprawy przystąpiły do skupionej wokół PiS koalicji rządzącej, a przewodnicząca koła Agnieszka Ścigaj objęła urząd członka Rady Ministrów. W związku z tym koło opuścił Paweł Szramka (pozostając posłem opozycyjnym), a pozostający w nim Andrzej Sośnierz został usunięty z opozycyjnego Porozumienia.
W wyborach parlamentarnych z 15 października 2023 członkowie koła poselskiego Polskie Sprawy wystartowali z list Prawa i Sprawiedliwości. Poselską reelekcję uzyskała jedynie Agnieszka Ścigaj, zasiadając w Sejmie X kadencji w klubie PiS (które znalazło się w opozycji).

## Posłowie

### Posłanka stowarzyszenia na Sejm RP X kadencji (w klubiePiS)
- Agnieszka Ścigaj, wybrana z listy Prawa i Sprawiedliwości

### Koło Poselskie Polskie Sprawy w Sejmie RP IX kadencji
Pod koniec kadencji:
- Zbigniew Girzyński – od 8 lipca 2021, wybrany z listy Prawa i Sprawiedliwości, poprzednio koło Wybór Polska
- Andrzej Sośnierz, wybrany z listy Prawa i Sprawiedliwości (jako reprezentant Porozumienia)
- Agnieszka Ścigaj (przewodnicząca) – minister-członek Rady Ministrów, wybrana z listy Polskiego Stronnictwa Ludowego (jako reprezentantka Kukiz’15), poprzednio niezrzeszona

Wcześniejsi posłowie:
- Małgorzata Janowska – od 8 do 14 lipca 2021, wybrana z listy Prawa i Sprawiedliwości, poprzednio koło Wybór Polska; przeszła do klubu Prawa i Sprawiedliwości (jako reprezentantka Partii Republikańskiej)
- Paweł Szramka – do 22 czerwca 2022, wybrany z listy Polskiego Stronnictwa Ludowego (jako reprezentant Kukiz’15), poprzednio koło Kukiz’15–Demokracja Bezpośrednia, został posłem niezrzeszonym (potem jednocześnie także liderem partii Dobry Ruch), później klubu Koalicji Obywatelskiej